# Funtabo
Funtabo en bebyggelse vid nordöstra stranden av Vidöstern i Värnamo socken söder om  Värnamo i Värnamo kommun i Jönköpings län. SCB avgränsade här en småort 2020.